# Wer Dank opfert, der preiset mich, BWV 17

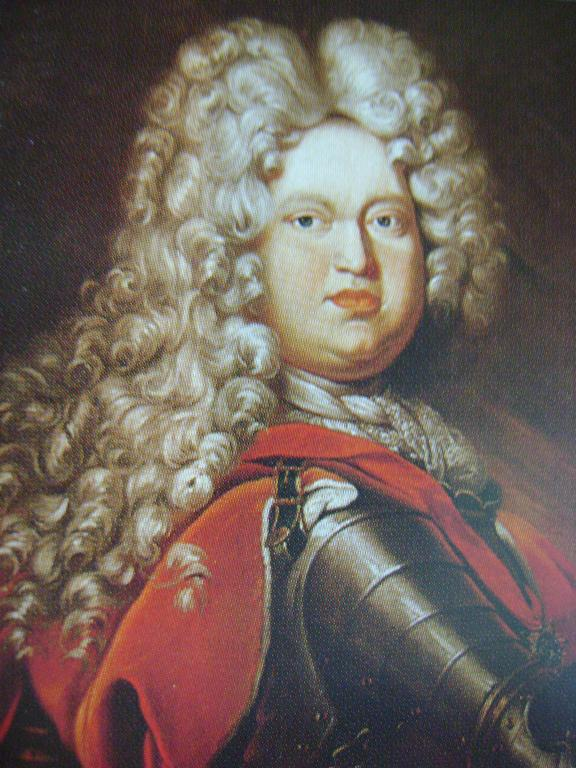
Ernesto Luis I de Sajonia-Meiningen, el autor del texto.

Wer Dank opfert, der preiset mich, BWV 17 (Quien da gracias, me alaba) es una cantata de iglesia escrita por Johann Sebastian Bach en Leipzig para el decimocuarto domingo después de la Trinidad y estrenada el 22 de septiembre de 1726.

## Historia
Bach compuso esta obra durante su cuarto año como Thomaskantor en Leipzig, para el decimocuarto domingo después de la Trinidad. Forma parte de su tercer ciclo anual de cantatas corales. La cantata fue interpretada por primera vez el 22 de septiembre de 1726. Posteriormente, Bach utilizó el movimiento inicial para el movimiento Cum sancto Spiritu en el Gloria de su Misa en sol mayor, BWV 236.

## Análisis

### Texto
Las lecturas establecidas para ese día eran de la epístola a los gálatas, las enseñanzas de Pablo sobre "las obras de la carne y el fruto del Espíritu" (Gálatas 5:16-24), y del evangelio según San Lucas la curación de diez leprosos (Lucas 17:11-19).
Ese año, Bach presentó 18 cantatas de su pariente Johann Ludwig Bach que era músico de la corte en Meiningen. Parece que Bach debió quedar impresionado por los textos de dichas cantatas y siguió estructuras similares de siete movimientos, divididos en dos partes para ser interpretadas antes y después del sermón. Ambas partes comienzan con los textos bíblicos; la primera parte empieza con una cita del Antiguo Testamento y la segunda parte con otra cita del Nuevo Testamento. Bach aprovechó algunos textos usados previamente por su pariente, incluyendo el texto de esta cantata que fue escrito por Ernesto Luis I de Sajonia-Meiningen, conforme a Christoph Wolff.
El poeta extrae del evangelio la idea de que agradecer a Dios por su bondad es obligación del hombre. Cita para el coro inicial un versículo de los Salmos 50 Salmos 50:23 y para el primer recitativo en la parte 2 los versículos 15 y 16 del evangelio. Alude a la Biblia en varias ocasiones más, por ejemplo al mencionar la creación de Dios de Salmos 19:5 en el movimiento 2 y Salmos 36:6 en el movimiento 3, Romanos 14:17 en el movimiento 6, "Lieb, Fried, Gerechtigkeit und Freud in deinem Geist" (El amor, la paz, la justicia y la alegría en su espíritu). El coral de cierre es la tercera estrofa de "Nun lob, mein Seel, den Herren" escrito por Johann Gramann (Poliander) en 1525.

### Instrumentación
La obra está escrita para cuatro solistas vocales (soprano, alto, tenor y bajo) y un coro a cuatro voces; dos oboes, dos violines, viola y bajo continuo.

### Estructura
Consta de siete movimientos, organizados en dos partes.
Parte 1
1. Coro: Wer Dank opfert, der preiset mich
2. Recitativo (alto): Es muss die ganze Welt ein stummer Zeuge werden
3. Aria (soprano): Herr, deine Güte reicht so weit

Parte 2
1. Recitativo (tenor): Einer aber unter ihnen, da er sahe
2. Aria (tenor): Welch Übermaß der Güte schenkst du mir
3. Recitativo (bajo): Sieh meinen Willen an
4. Coral: Wie sich ein Vatr erbarmet

La parte 1 empieza con un coro que presenta el versículo del salmo en dos secciones corales, precedido por una sinfonía instrumental. Todos los recitativos son secco. En la primera aria, la soprano y dos violines obbligato ilustran con líneas ascendentes el texto "so weit die Wolken gehen" (tan lejos como las nubes se elevan), añadiendo coloraturas extendidas sobre "preisen" (alabanza) y "weisen" (señalar [el camino]).
El recitativo con el que empieza la parte 2 es de carácter narrativo y por tanto asignado a la voz de tenor, de forma similar al papel del Evangelista en las Pasiones compuestas por Bach. La segunda aria va acompañada por la cuerda. Ambas arias comparte una estructura de tres secciones vocales, que evita la forma da capo vocal, pero combina la última sección con el ritornello, logrando así la unidad del movimiento. John Eliot Gardiner admira especialmente el coral final por su "maravilloso figuralismo en 'flor y hojas caídas' y en 'el viento [que] sólo tiene que pasar por encima'". Lo compara con el movimiento central del motete Singet dem Herrn ein neues Lied, BWV 225.

## Discografía selecta
De esta pieza se han realizado una serie de grabaciones entre las que destacan las siguientes.
- 1961 – J.S. Bach: Kantaten BWV 110, 17. Hans Thamm, Windsbacher Knabenchor, Pforzheim Chamber Orchestra, Herrad Wehrung, Emmy Lisken, Georg Jelden, Jakob Stämpfli (Cantate)
- 1972 – Bach: Sacred Cantatas Vol. 1, BWV 1-14, 16-19. Nikolaus Harnoncourt, Wiener Sängerknaben, Chorus Viennensis, solista del Wiener Sängerknaben, Paul Esswood, Kurt Equiluz, Max van Egmond (Teldec)
- 1977 – Bach Cantatas Vol. 4. Karl Richter, Münchener Bach-Chor, Münchener Bach-Orchester, Edith Mathis, Julia Hamari, Peter Schreier, Dietrich Fischer-Dieskau (Archiv Produktion)
- 1982 – Die Bach Kantate Vol. 17. Helmuth Rilling, Gächinger Kantorei, Bach-Collegium Stuttgart, Arleen Augér, Gabriele Schreckenbach, Adalbert Kraus, Walter Heldwein (Hänssler)
- 1999 – Bach Edition Vol. 8: Cantatas Vol. 3. Pieter Jan Leusink, Holland Boys Choir, Netherlands Bach Collegium, Ruth Holton, Sytse Buwalda, Knut Schoch, Bas Ramselaar (Brilliant Classics)
- 2000 – Bach Cantatas Vol. 7. John Eliot Gardiner, Monteverdi Choir, English Baroque Soloists, Malin Hartelius, Robin Tyson, James Gilchrist, Peter Harvey (Soli Deo Gloria)
- 2002 – J.S. Bach: Complete Cantatas Vol. 17. Ton Koopman, Amsterdam Baroque Orchestra & Choir, Sandrine Piau, Bogna Bartosz, Christoph Prégardien, Klaus Mertens (Antoine Marchand)
- 2006 – J.S. Bach: Cantatas for the Complete Liturgical Year Vol. 5. Sigiswald Kuijken, La Petite Bande, Gerlinde Sämann, Petra Noskaiová, Jan Kobow, Dominik Wörner (Accent)
- 2009 – J.S. Bach: Cantatas Vol. 46, BWV 46, 95, 136, 138. Masaaki Suzuki, Bach Collegium Japan, Hana Blažíková, Robin Blaze, Gerd Türk, Peter Kooy (BIS)